# Humberto Oviedo
Humberto Patricio Oviedo Arriagada (Santiago; 28 de julio de 1959) es un militar chileno en retiro. Ocupó el cargo de comandante en jefe del Ejército de Chile entre el 9 de marzo de 2014 y el 9 de marzo de 2018.
Es sobrino del sacerdote católico chileno Carlos Oviedo.

## Biografía
Tras egresar del Instituto Nacional en 1974, inició su carrera militar en 1975, graduándose en 1978 de la Escuela Militar del Libertador Bernardo O'Higgins como subteniente del arma de infantería, con la primera antigüedad de su promoción. En 1993 ingresó a la Academia de Guerra del Ejército, y en 1995 se tituló como oficial de Estado Mayor.
Ha ejercido funciones en la Escuela de Infantería (1979-1981), en la Escuela Militar (1982-1985), en la Compañía de Comandos n.º 6 "Iquique" (1986-1987), en la Escuela de Infantería y la Escuela de Paracaidistas y Fuerzas Especiales (1991-1992), y en el Comando de Institutos Militares (1996-1998). Tras un año en los Estados Unidos en 2001, fue segundo comandante del Regimiento de Infantería n.º 23 "Copiapó", jefe de estudios de la Escuela Militar, comandante del Regimiento Reforzado n.º 4 "Rancagua" y director de la Escuela Militar (2007-2009). En 2009 fue ascendido al grado de General de Brigada del Ejército.
Luego, en 2010, fue comandante de la 1.ª Brigada Acorazada "Coraceros" y jefe de la Misión Militar de Chile en los Estados Unidos. En 2011 asumió como comandante de Salud del Ejército, y al año siguiente fue ascendido a general de División y nombrado comandante de Educación y Doctrina.
El 19 de noviembre de 2013 fue designado como nuevo comandante en jefe del Ejército por el presidente Sebastián Piñera. Asumió el 9 de marzo de 2014, y se mantuvo hasta el 9 de marzo de 2018, siendo sucedido por Ricardo Martínez.
Está casado con Marianne Virginia Stegmann, y tiene tres hijos. 

### Historial militar
- 1975: Cadete de la Escuela Militar
- 1978: Alférez
- 1978: Subteniente
- 1983: Teniente
- 1988: Capitán
- 1992: Mayor
- 1998: Teniente Coronel
- 2004: Coronel
- 2009: General de Brigada
- 2013: General de División
- 2014: General de Ejército

## Causas judiciales

### Caso FAM (Fondo de Ayuda Mutua)
Junto con otros excomandantes en jefe, debió declarar como testigo por la investigación por el presunto fraude a través del Fondo de Ayuda Mutua (FAM) del Ejército.

### Fraude con Gastos Reservados y dineros de pasajes
La ministra en visita de la Corte Marcial, Romy Rutherford, sometió a procesos al en retiro del Ejército Humberto Patricio Oviedo, en calidad de autor de  delito reiterado de falsedad de documento público militar en las declaraciones de gastos reservados remitidas a la Contraloría General de la República.
Según el procesamiento, cada treinta días Oviedo habría recibido $ 6 millones para su propio uso, los que se depositaban en efectivo en sus cuentas corrientes. El análisis de la jueza indica que entre 2014 y diciembre de 2017 se depositaron $ 200 millones, en 43 trámites bancarios.
A fines de diciembre de 2018, Oviedo respondió ante la ministra Romy Rutherford por su presunta implicación en el uso de viáticos en ilegales en calidad de inculpado por obstrucción a la investigación, siendo dejado bajo arresto el 25 de junio de 2019. De ese modo, fue trasladado al Batallón de Policía Militar de Peñalolén, mismo lugar en el que estaba detenido desde el 14 de febrero de ese año el también excomandante en jefe del Ejército Juan Miguel Fuente-Alba. Tras una serie de polémicas por las restricciones para investigar al excomandante, el 1 de agosto ese mismo año, la Corte Marcial resolvió otorgarle la libertad bajo fianza. Más tarde, declaró que financió viajes para él y su esposa con dineros del Fisco.